# Les Aspres
Les Aspres település Franciaországban, Orne megyében. Lakosainak száma 620 fő (2022. január 1.). Les Aspres La Chapelle-Viel, Auguaise, Bonnefoi, Crulai, Écorcei, La Ferrière-au-Doyen, Les Genettes, Irai, Soligny-la-Trappe és Tourouvre au Perche községekkel határos.

## Népesség
A település népességének változása:
| Lakosok száma | 702  | 679  | 669  | 631  | 623  | 617  | 611  | 615  | 620  |
|               | 2013 | 2015 | 2016 | 2017 | 2018 | 2019 | 2020 | 2021 | 2022 |